# Canutus Orelius
Canutus Orelius, född 1630 i Östra Ryds församling, Östergötlands län, död 29 januari 1710 i Tåby församling, Östergötlands län, var en svensk präst.

## Biografi
Canutus Orelius föddes 1630 i Östra Ryds församling. Han var son till Jonas som bodde i Ladugården. Orelius blev i juni 1659 student vid Uppsala universitet och prästvigdes 22 december 1663. Han blev 1665 komminister i Landeryds församling och 1672 kyrkoherde i Tåby församling. Orelius avled 1710 och begravdes 9 mars samma år.

### Familj
Orelius gifte sig första gången 9 oktober 1664 med Christina "Kerstin" Ajalinus (död 1681). Hon var dotter till kyrkoherden Andreas Petri Ajalinus och Kirstin Samuelsdotter Wallentin i Landeryds församling. De fick tillsammans barnen Jonas Orelius (född 1665), Elisabeth Orelius (1667–1668), Samuel Orelius (1669–1669), Elsa Orelius (1670–1670), Kirstin Orelius (1671–1671), Elsa Orelius (född 1673) som var gift med Olof Svensson från Åby krog, Andreas Orelius (död 1678), Maria Orelius (1677–1681), Andreas Orelius (född 1678), Canutus Orelius (1679–1679) och Samuel Orelius (1679–1679).
Orelius gifte sig andra gången 1682 med Ingrid Larsdotter Ur (död 1695) från Konungsunds församling. De fick tillsammans barnen Maria Orelius (född 1683) som var gift med mästaren Gotthard Erford, Christina Orelius som var gift med kyrkoherden Zacharias Hanssonius i Tåby församling och rådmannen Johan Hagman i Söderköping, Margareta Orelius (1686–1686), Ingrid Orelius (född 1687), Catharina (1691–1769) som var gift med trädgårdsmästaren Mårten Sanberg på Brunneby i Tåby församling.